# Vaccinium impressinerve
Vaccinium impressinerve là một loài thực vật có hoa trong họ Thạch nam. Loài này được C.Y. Wu miêu tả khoa học đầu tiên năm 1987.